# وایت فاکس
وایت فاکس (به انگلیسی: White Fox Co. , Ltd.) (به ژاپنی: 株式会社WHITE FOX)، یک استودیوی پویانمایی ژاپنی است که در آوریل ۲۰۰۷ توسط Gaku Iwasa تأسیس شد. از موفق‌ترین تولیدات این استودیو می‌توان به تولید مجموعه‌های انیمه اقتباس شده اشتاینز;گیت و آرئی: زیرو - شروع زندگی در دنیای دیگر اشاره کرد.